# 米基利西克 (米洛韋區)
49°31′58″N 39°57′27″E / 49.53278°N 39.95750°E
米基利斯凱（烏克蘭語：Микільське）是位於烏克蘭東部的村莊，由盧甘斯克州舊比利斯克區的米洛韋市鎮負責管轄。該村始建於1782年，面積13.19平方公里，海拔高度145米，2001年人口1,566，人口密度每平方公里118.73人。